# Округ Гарет (Мериленд)
Округ Гарет (енгл. Garrett County) је округ у америчкој савезној држави Мериленд.

## Демографија
По попису из 2010. године број становника је 30.097, што је 251 (0,8%) становника више него 2000. године.
| Група             | 2000.          | 2010.          |
| Белци             | 29.378 (98,4%) | 29.278 (97,3%) |
| Афроамериканци    | 128 (0,4%)     | 301 (1,0%)     |
| Азијати           | 57 (0,2%)      | 76 (0,3%)      |
| Хиспаноамериканци | 131 (0,4%)     | 220 (0,7%)     |
| Укупно            | 29.846         | 30.097         |